# Kościół Wniebowzięcia Najświętszej Maryi Panny w Polskiej Cerekwi
Kościół Wniebowzięcia Najświętszej Maryi Panny – rzymskokatolicki kościół parafialny, położony przy ulicy Ligonia 1 w Polskiej Cerekwi, 
należący do parafii Wniebowzięcia Najświętszej Maryi Panny w dekanacie Łany, diecezji opolskiej. 8 września 1954 roku, pod numerem 126/54, świątynia została wpisana do rejestru zabytków nieruchomych województwa województwa opolskiego.

## Historia kościoła
Kościół Wniebowzięcia Najświętszej Maryi Panny w Polskiej Cerekwi wzmiankowany był już w 1418 roku. Obecna świątynia pochodzi z końca XV wieku. W XVII wieku była wielokrotnie przebudowywana. W 1618 roku właściciel Polskiej Cerekwi, Fryderyk von Opersdorf rozbudował kościół dobudowując kaplicę św. Barbary (nad wejściem zachowała się tablica fundacyjna z kartuszami herbowymi rodu Opersdorfów). Jego następca von Gaschin dobudował kolejną kaplicę św. Antoniego (na ścianie kościoła zachował się kartusz herbowy Gaschinów). Hrabia Gaschin dobudował w 1780 roku otynkowany mur ceglany z późnobarokową bramką. Na wieży zawieszonych jest pięć dzwonów działających do dziś. 

W czasie II wojny światowej kościół został zniszczony. W latach 1945–1948 odbudowano go zachowując dotychczasowy styl barokowy.

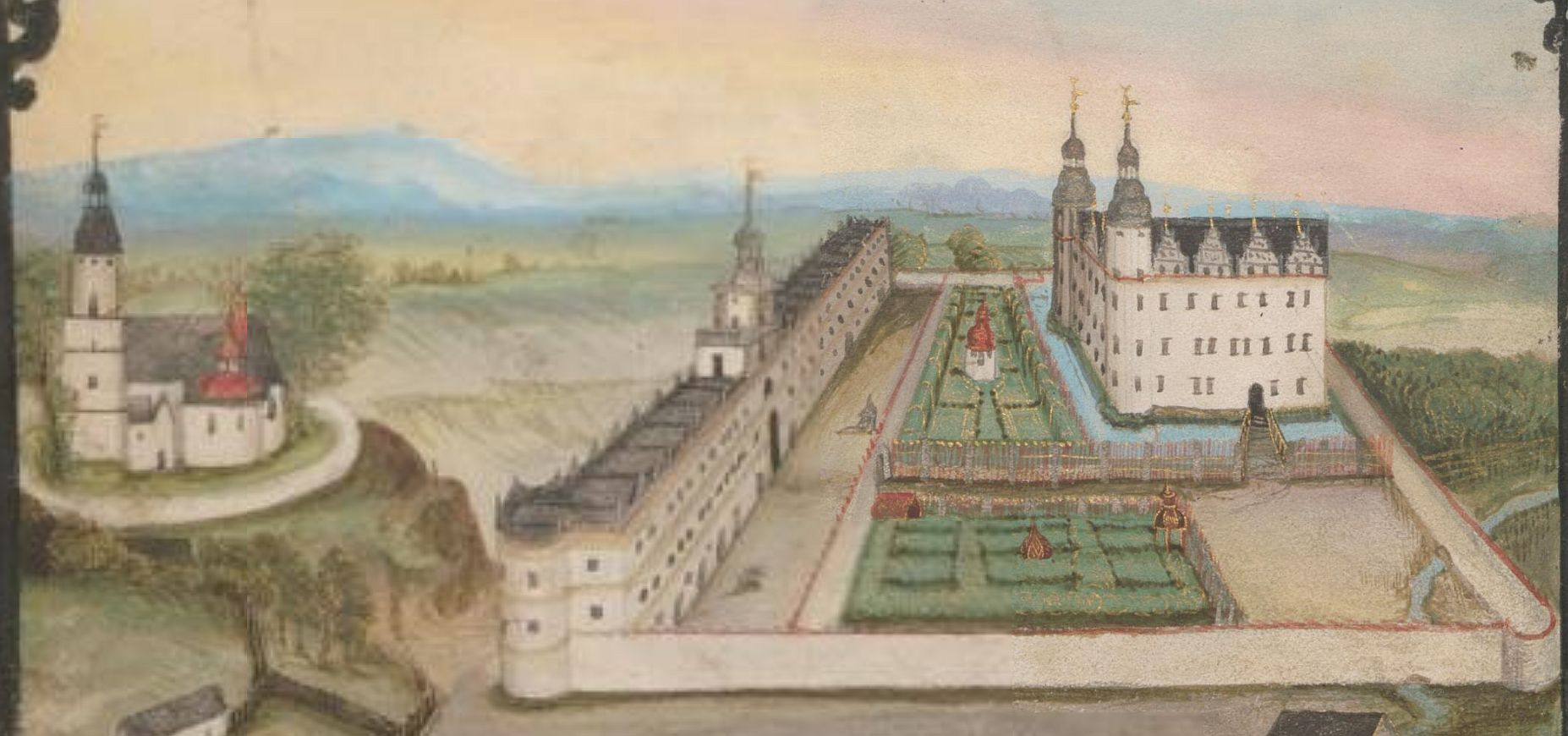
Kościół (po lewej) około 1650 roku
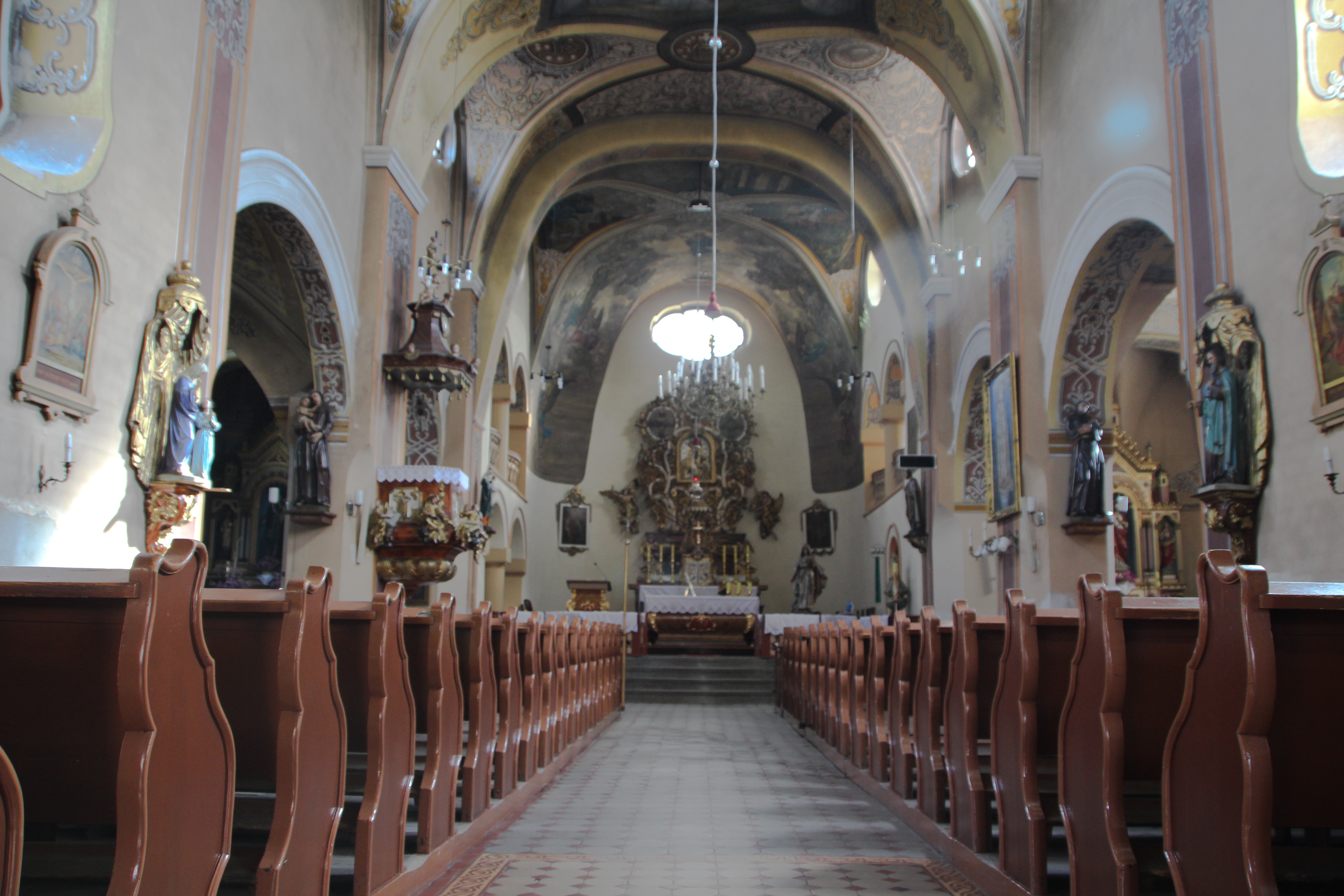
Nawa główna
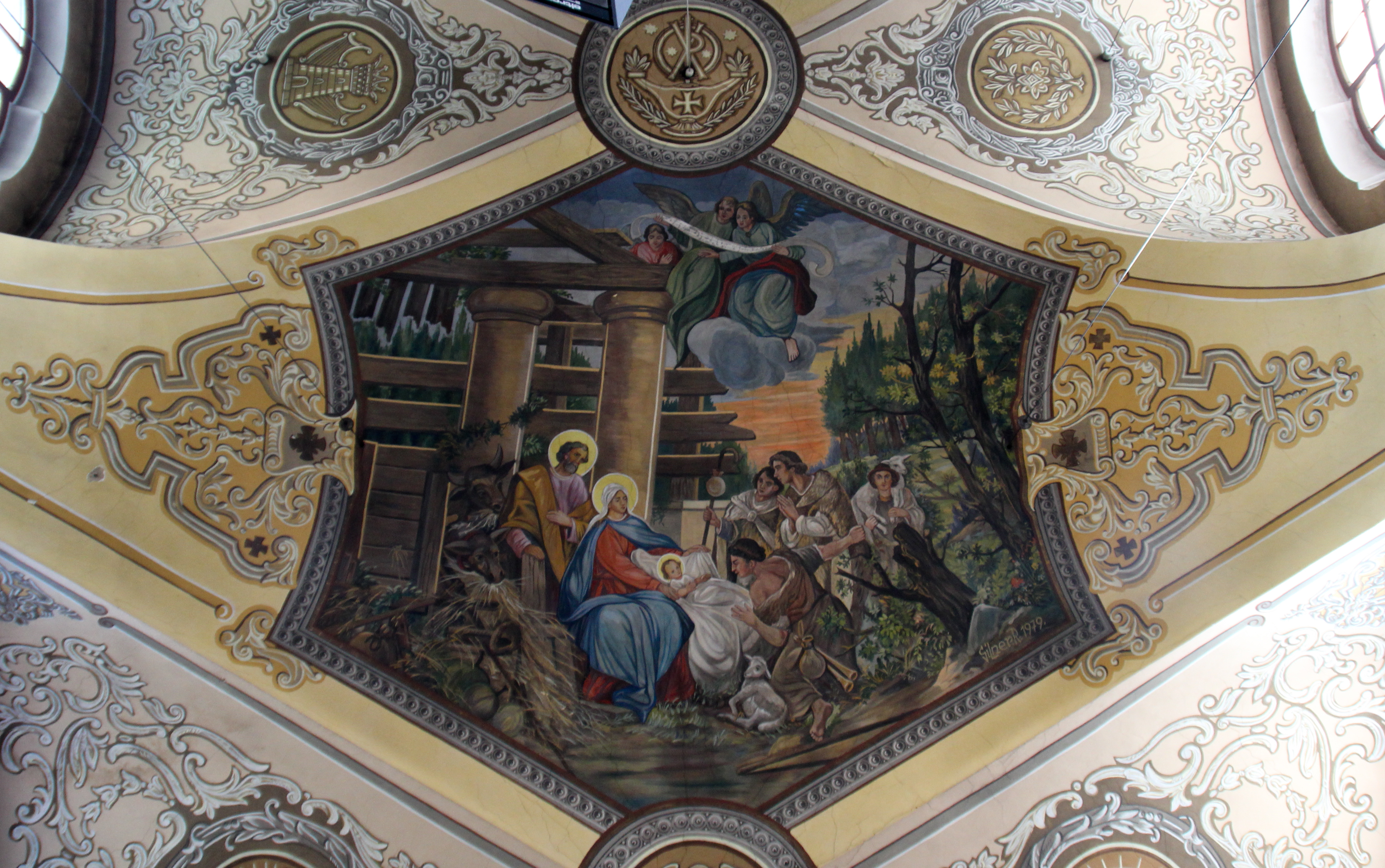
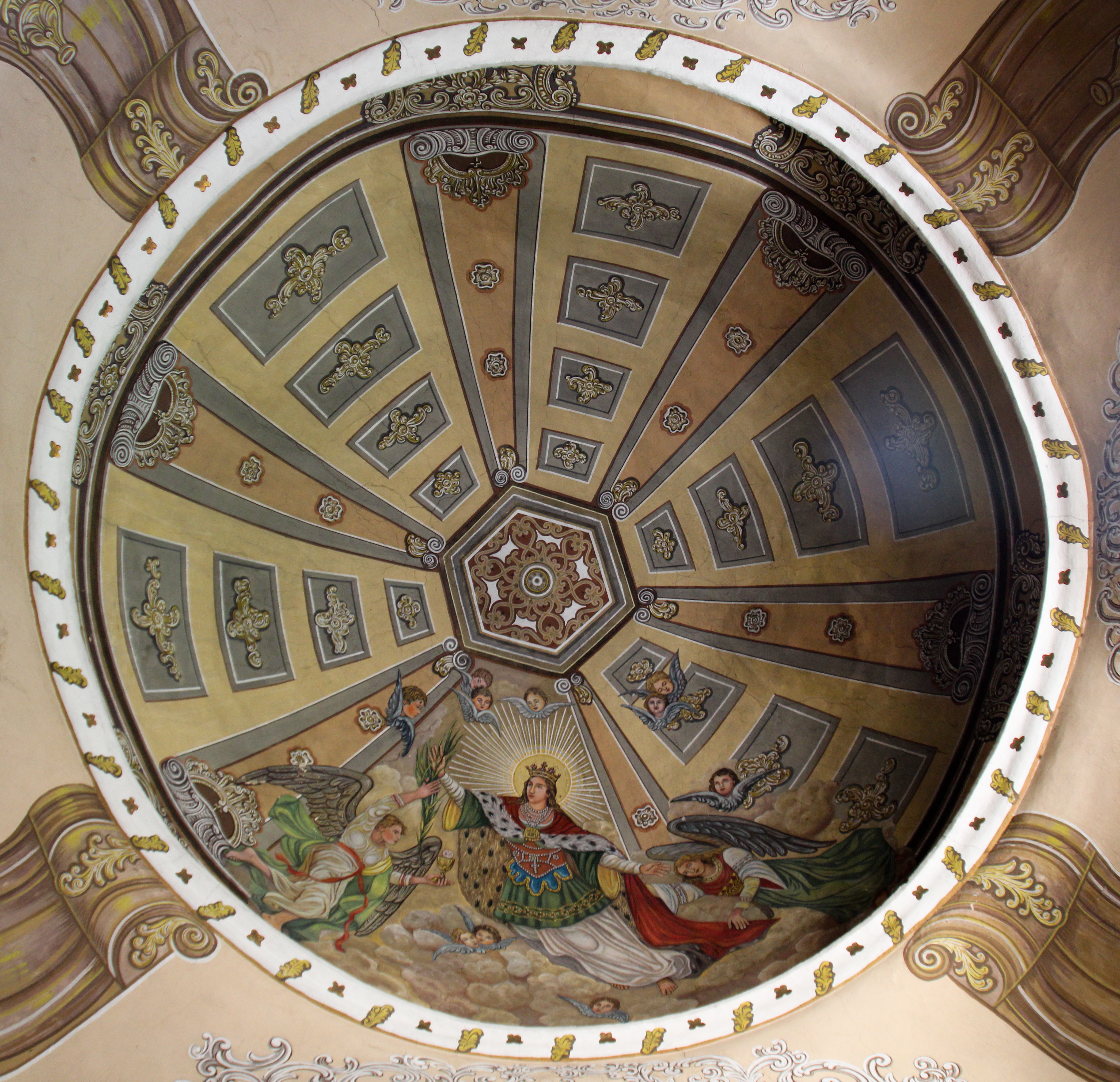
Sklepienie kaplicy
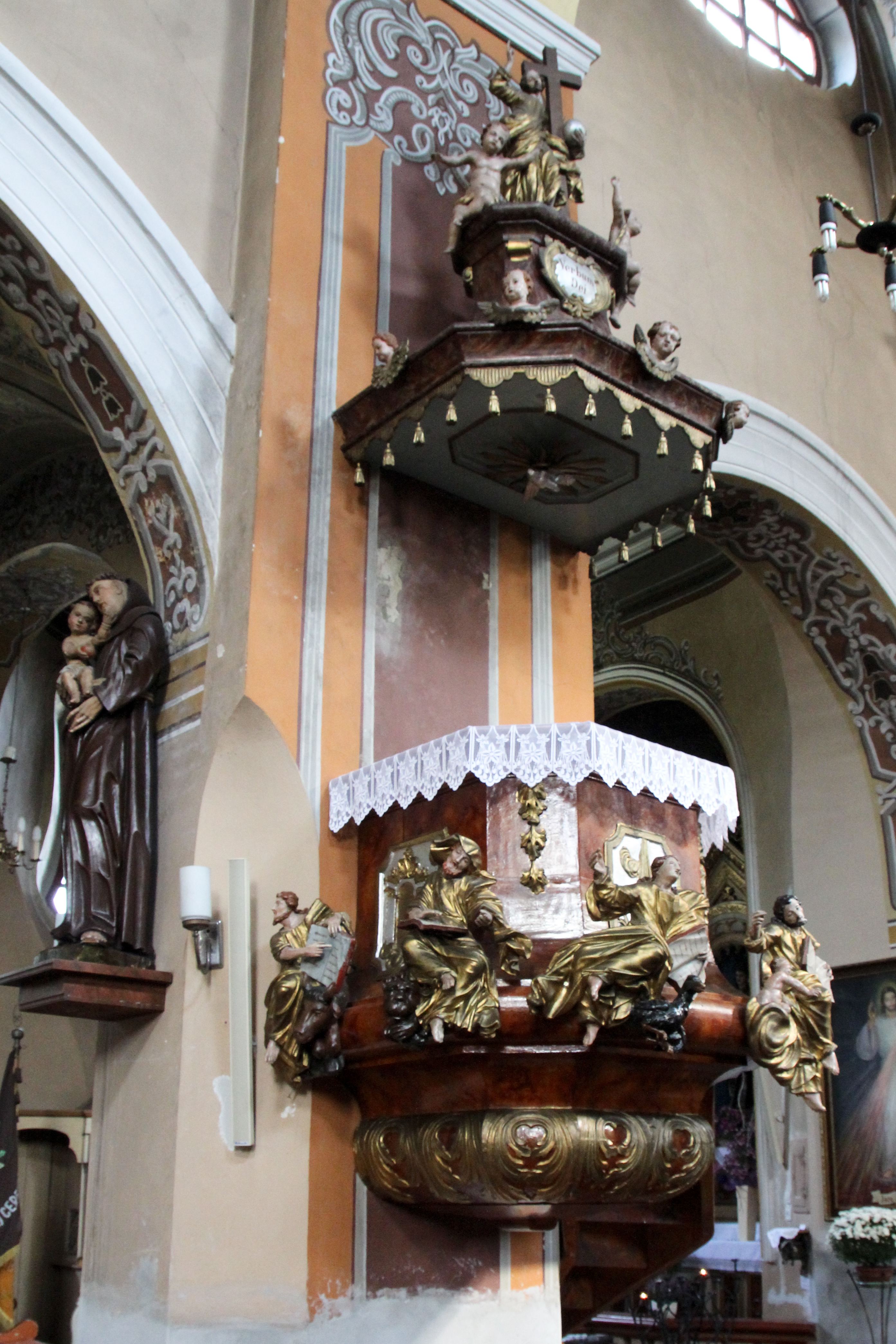
Ambona
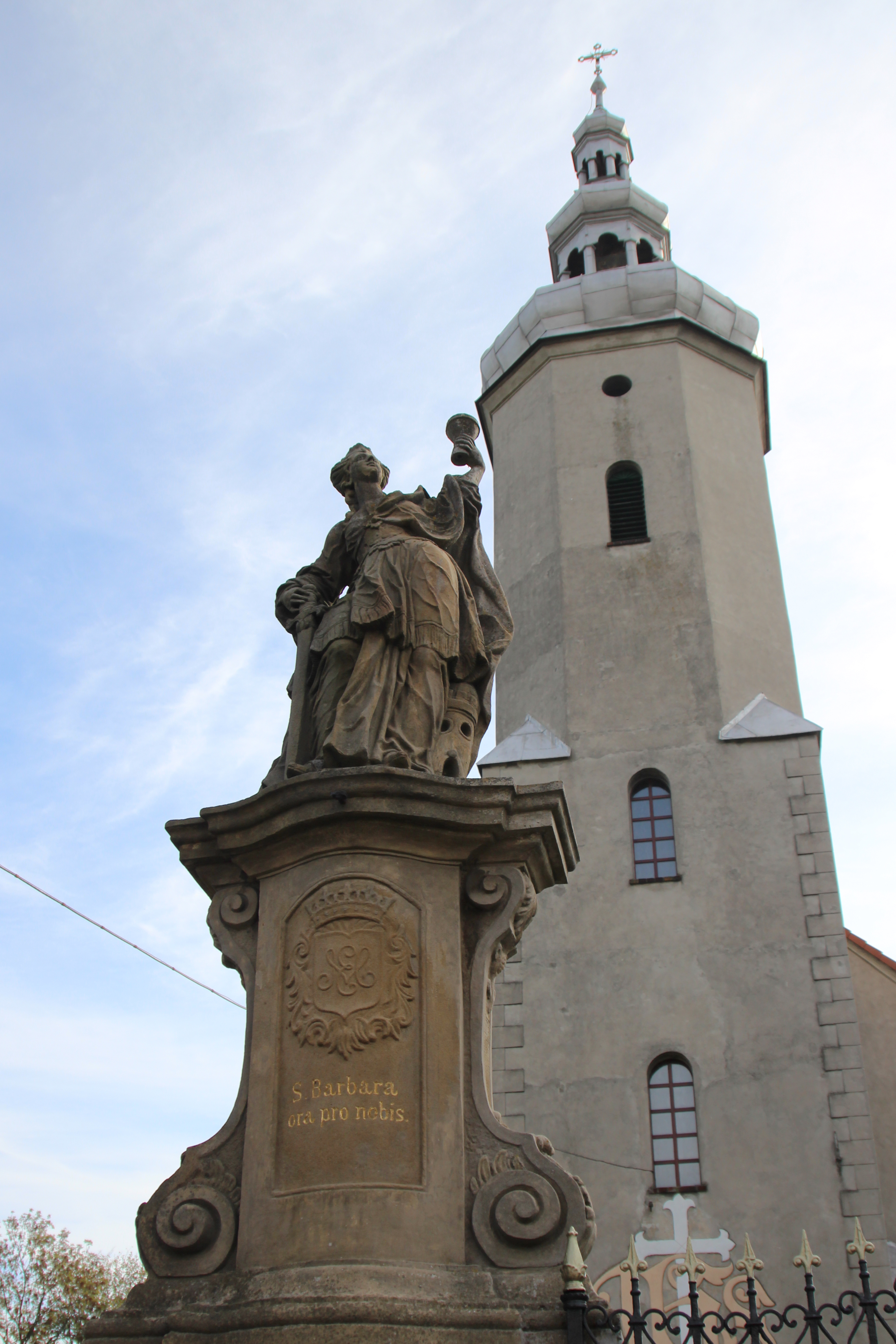
Figura św. Floriana z około 1780 roku
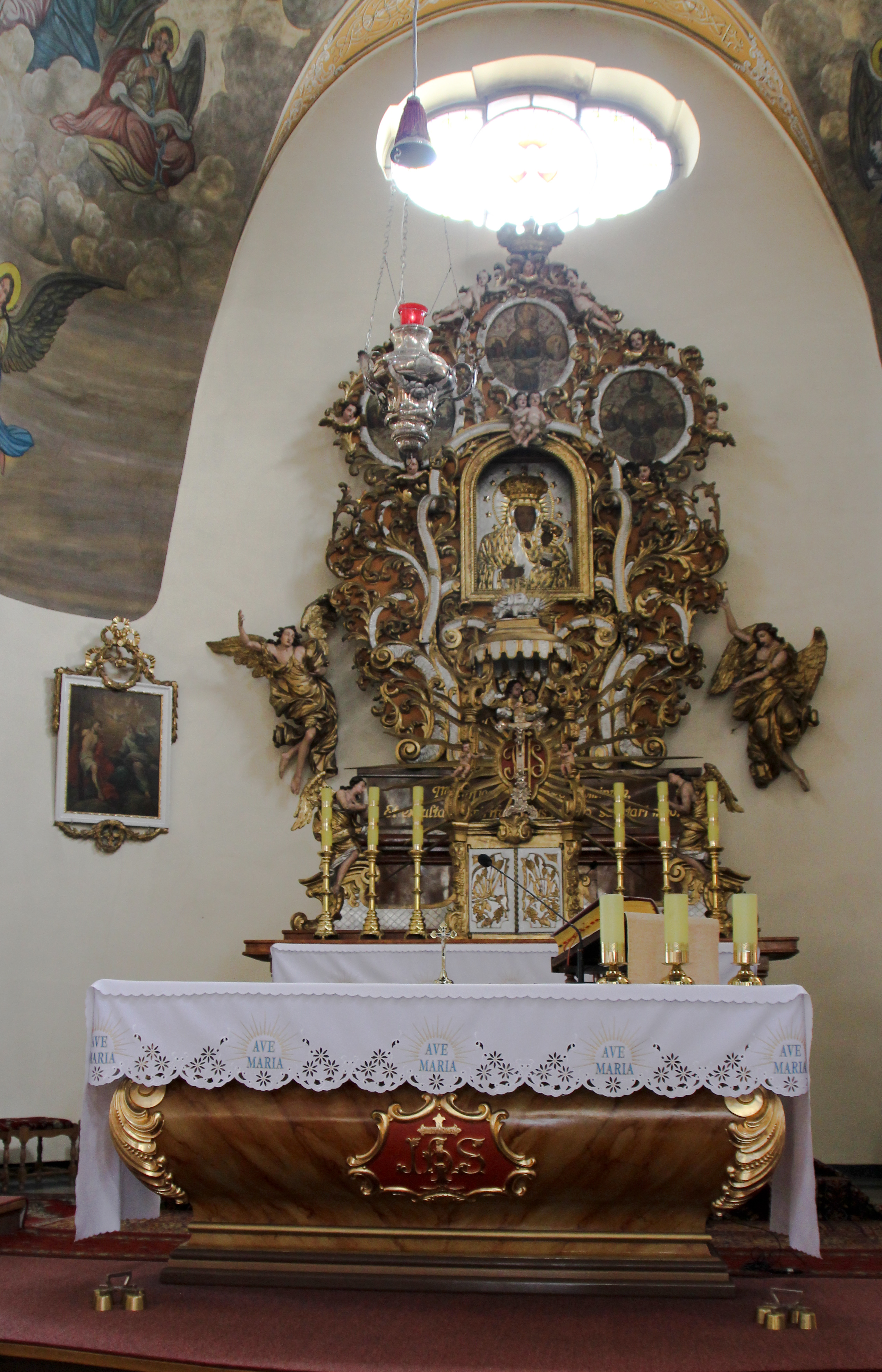
Ołtrarz
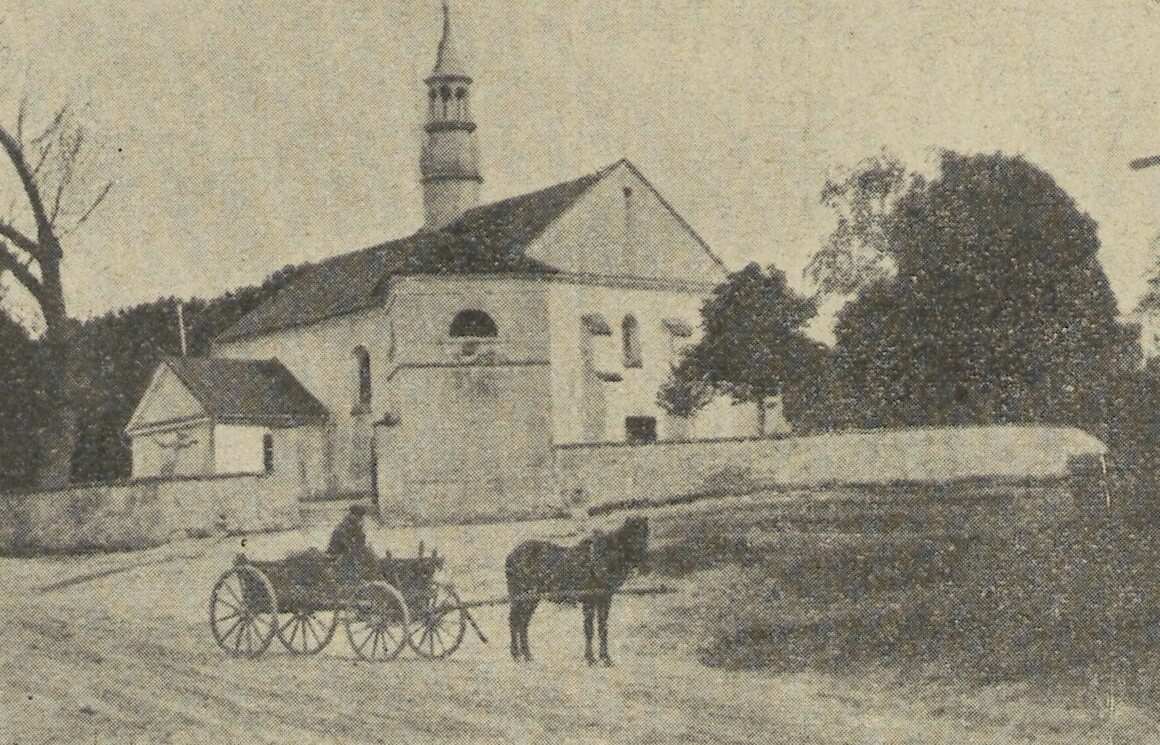
Kościół w 1911 roku